# كفر البطيخ
كفر البطيخ هي مدينة بمحافظة دمياط بمصر، يعود تاريخها إلى ما قبل الغزو الصليبي لدمياط. تقع على مقربة من النيل؛ وأهم قراها رياض كفر البطيخ وسواحل كفر البطيخ وبساتين؛ وأكبرها هي رياض كفر البطيخ حيث تضم الهواشم والجبايلة والكحيل والمطار والعرايضة و ( الضبايعة ) .

## دمياط الجديدة
تم بناؤها على أراضي رياض كفر البطيخ وأيضا الميناء الجديد. وتجاور بندر دمياط والميناء ودمياط الجديدة من الشمال؛ والحوراني والبستان من الجنوب على النيل (البر الشرقي) ومن الشرق العدلية (البر الشرقي من النيل).
تعتمد اقتصاديا على زراعة النخيل والجوافة وصناعة الأثاث. أهم المعالم ترعة حلاوة الكحيل ومحطة توليد الكهرباء في الرياض ومحطات مياه الشرب التي تغذي رأس البر ودمياط الجديدة.
و كفر البطيخ مرّت من كونها عزبة صغيرة ثم قرية من أكبر قرى الجمهورية مساحة، ثم أصبحت مدينة، والآن هي من إحدى مراكز محافظة دمياط.

## أعلام
من أشهر مواليد كفر البطيخ:
- عصام الحضري حارس مرمى النادي الأهلي المصري سابقاً وحارس منتخب مصر لكرة القدم.

1. الدكتور علي السالوس عالم الاقتصاد الإسلامي.
2. الدكتور محمد شريف عميد كلية الدراسات الإسلامية.
3. الممثل فاروق عيطة[3] ومن أعماله بشرى ساره وأحزان مريم ودوره فيلم الطريق إلى إيلات.